# José Salvatierra
José Andres Salvatierra Lopez (né le 10 octobre 1989 à Escazú) est un footballeur international costaricien, qui évolue au poste de défenseur.

## Biographie

### Carrière en sélection
Avec l'équipe du Costa Rica, il joue 12 matchs (pour aucun but inscrit) depuis 2011. Il figure notamment dans le groupe des sélectionnés lors de la Gold Cup de 2011.
Il participe également à la Copa América de 2011.

## Palmarès
Alajuelense
- Championnat du Costa Rica (4) :
  - Champion : 2010 (Ouverture), 2011 (Clôture), 2011 (Ouverture) et 2012 (Ouverture).